# Pleskodāle
Pleskodāle – jeden z mikrorejonów Rygi – stolicy Łotwy – położony w dystrykcie Zemgale. Według danych na rok 2021 Pleskodāle zamieszkiwało 5075 osób, a gęstość zaludnienia wyniosła 1458 os./km².

## Geografia
Całkowita powierzchnia Pleskodāle wynosi 3,48 km², czyli prawie pół raza więcej niż wynosi średnia powierzchnia wszystkich mikroregionów Rygi. Graniczy m.in. z Āgenskalns, Bieriņi oraz Zolitūde.

## Galeria

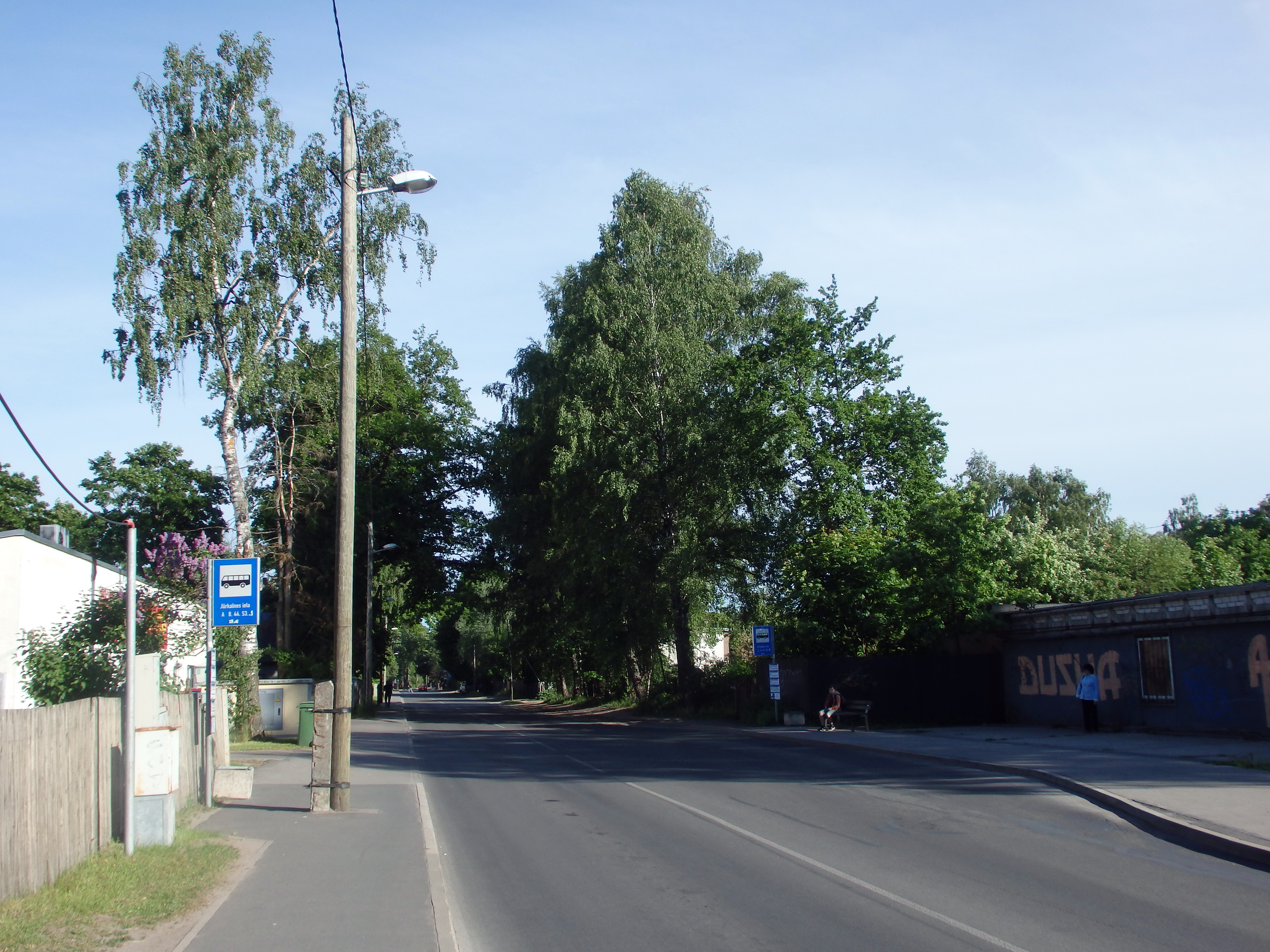
Ulica Apuzes w Pleskodāle
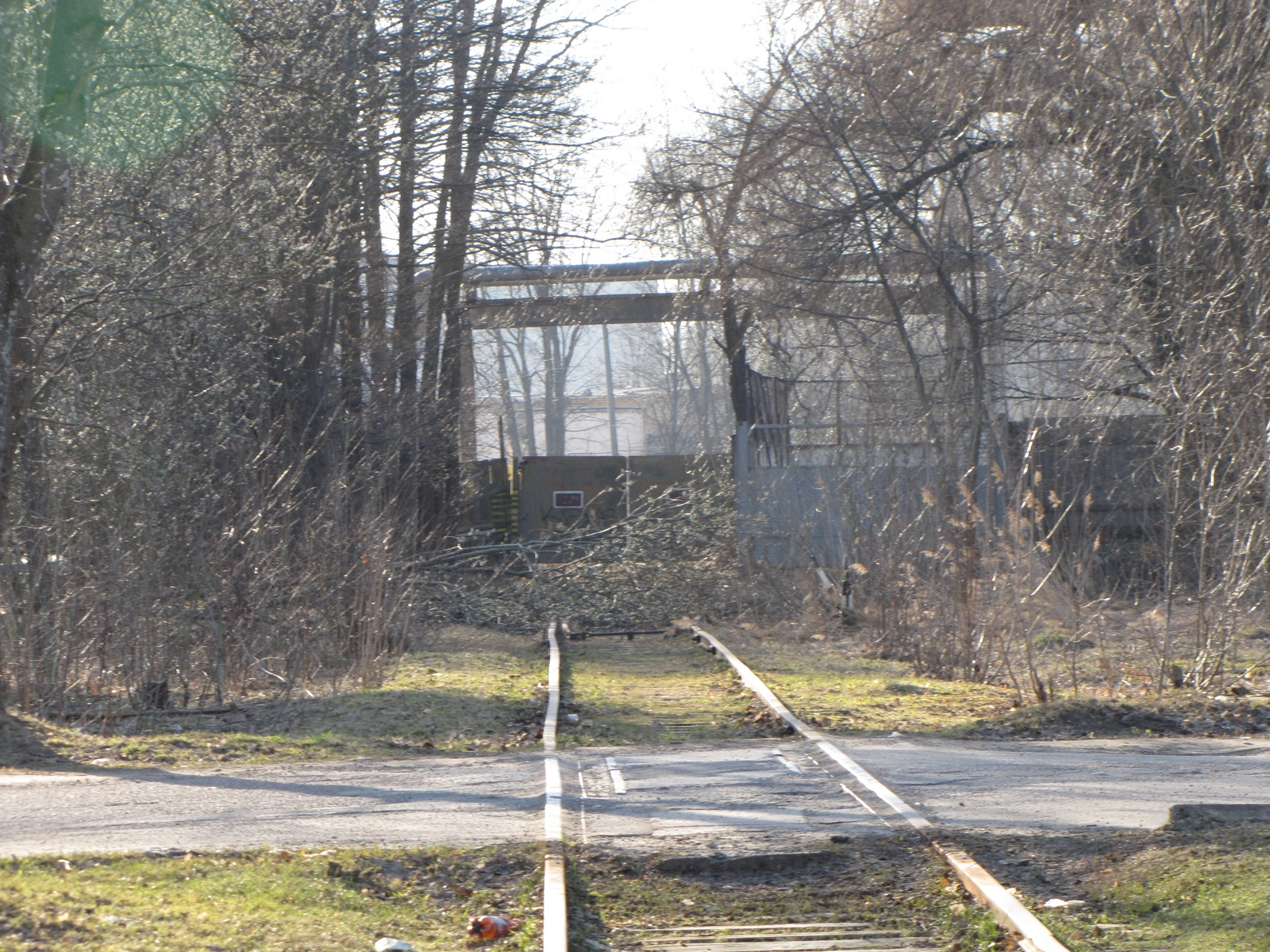
Przejazd kolejowy w Pleskodāle
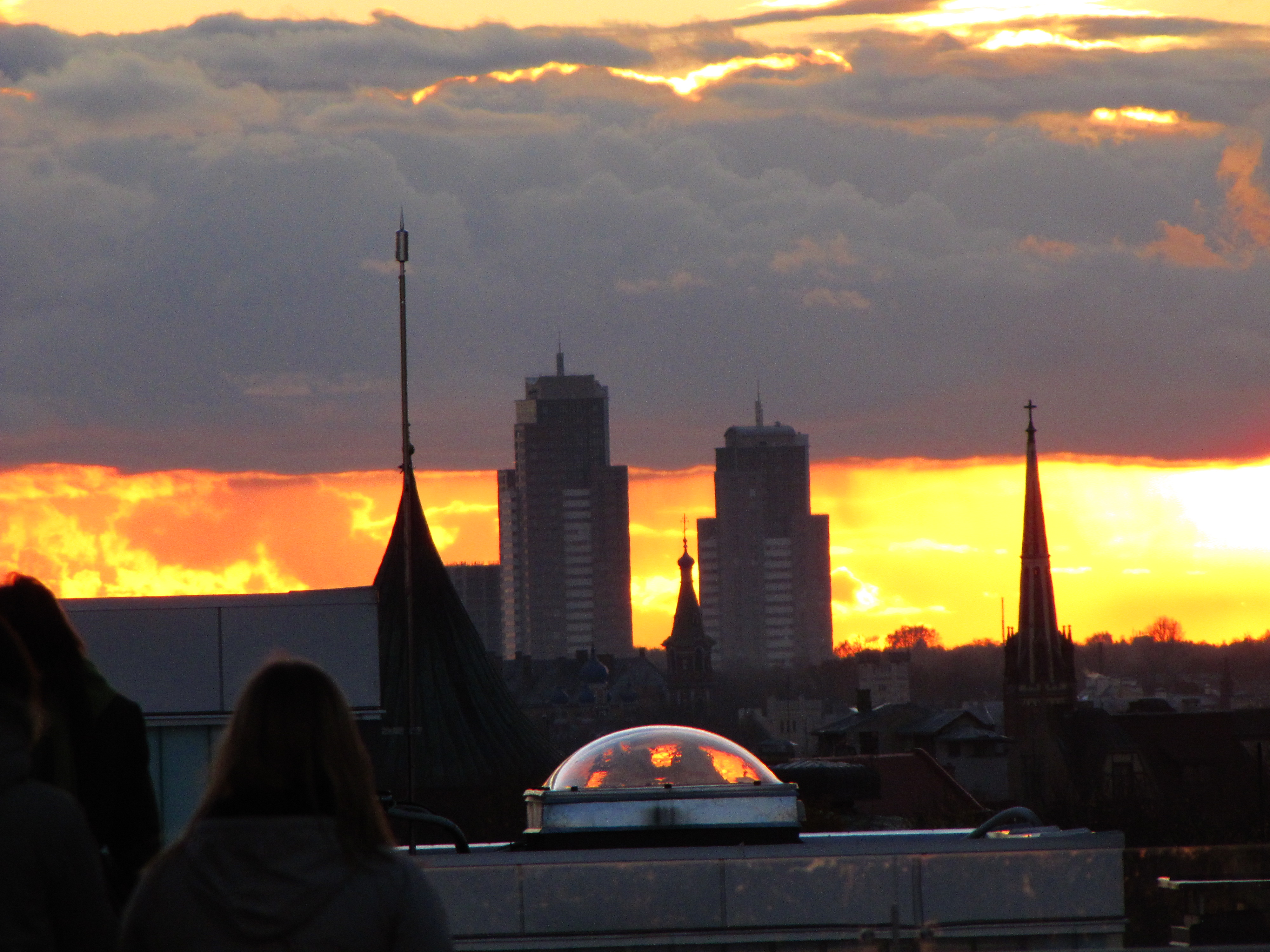
Panorama Pleskodāle
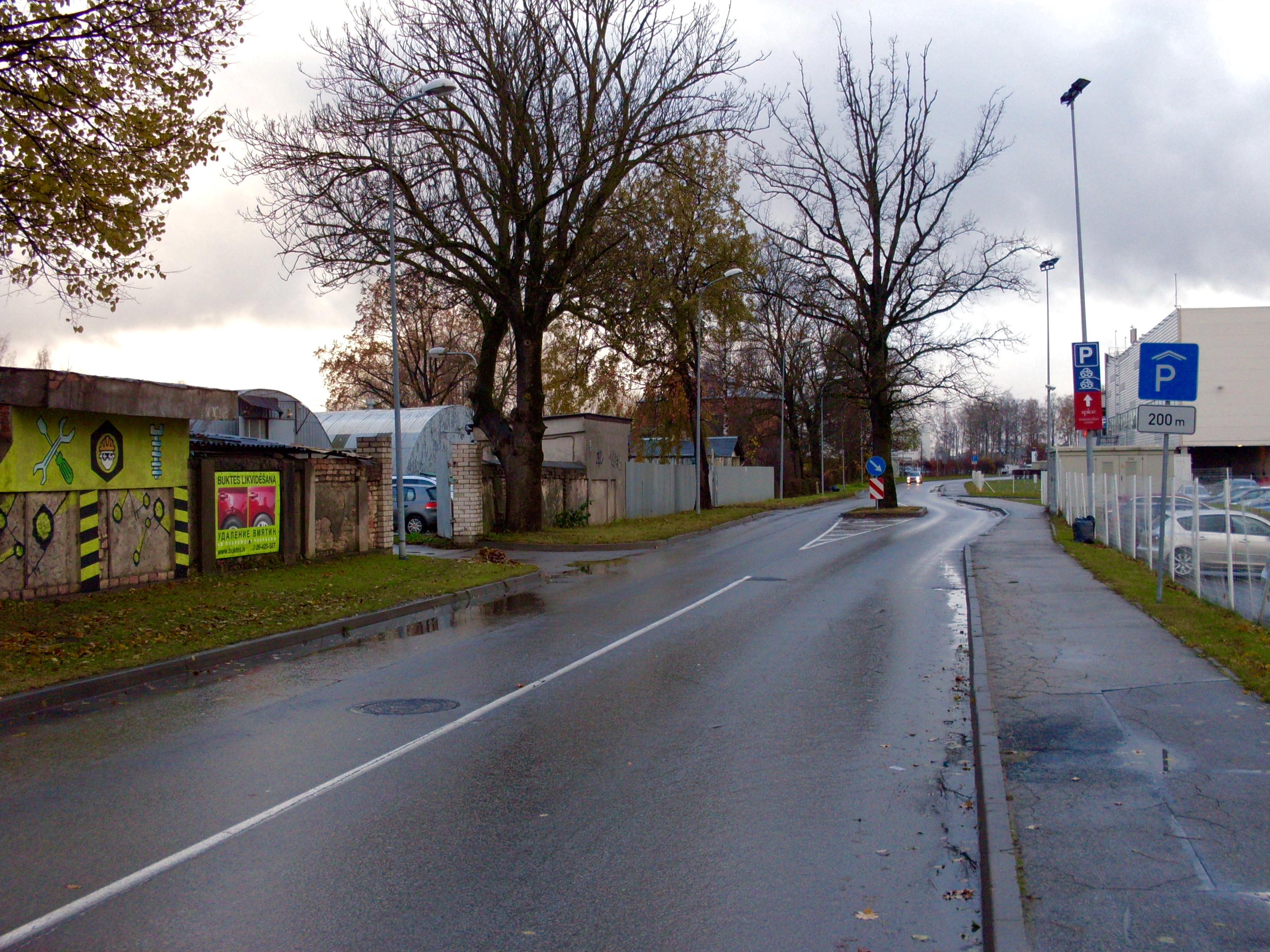
Ulica Remtes w Pleskodāle
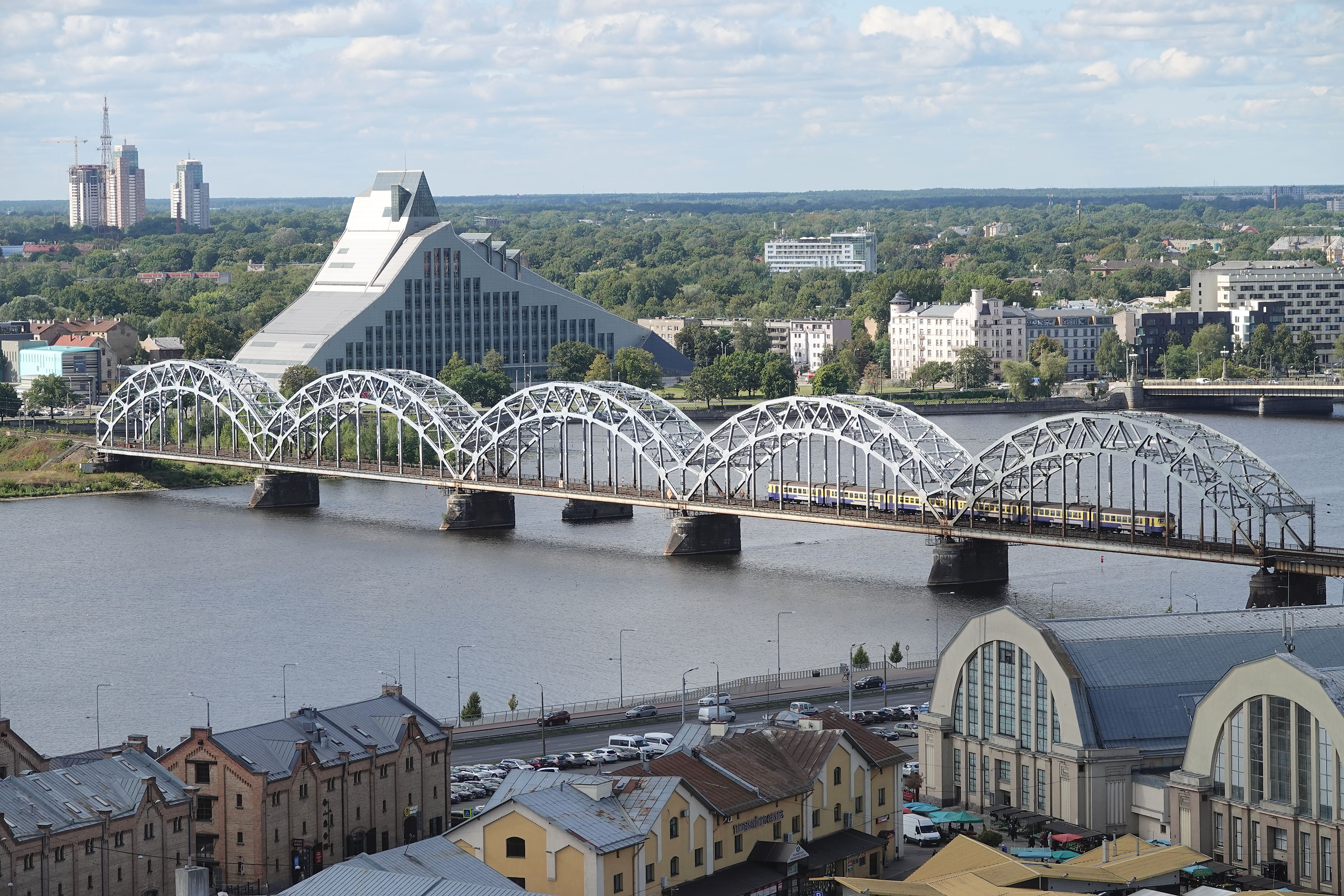
Most w Pleskodāle